# 2022年北愛爾蘭議會選舉
2022年北爱尔兰议会选举于2022年5月5日举行。此次選舉共選出90名北愛爾蘭議會議員。这是自1998年北愛爾蘭議會成立以来的第七次议会选举。
在2017年选出的第六届北愛爾蘭議會中，有8个政黨在議會中擁有席位拥有席位，它們分別是傑福瑞·唐納森領導的民主统一党（DUP）、米歇尔·奥尼尔領導的新芬黨、道格·比蒂領導的阿爾斯特統一黨（UUP）、社会民主工党（SDLP）、由内奥米·郎领导的北愛爾蘭聯盟黨、由克莱尔·贝利领导的北愛爾蘭綠黨、集体领导的人民先于利润（PBP）、由Jim Allister領導的傳統統一之聲（TUV）。
此次議會選舉，新芬党成为最大政党，标志着首次有愛爾蘭民族派政黨成為北愛爾蘭議會第一大黨，而該黨首次獲得北爱尔兰首席部长提名權。北愛爾蘭聯盟黨也大获全胜，該政黨超越阿爾斯特統一黨（UUP）和社会民主工党（SDLP）成为北愛爾蘭議會第三大党。 

## 外部鏈接
2022 Northern Ireland Assembly election manifestos:
- Democratic Unionist Party (5- Point Plan) （页面存档备份，存于）
- Sinn Féin (English) （页面存档备份，存于） (Irish/Gaeilge) （页面存档备份，存于）
- Social Democratic and Labour Party （页面存档备份，存于）
- Ulster Unionist Party （页面存档备份，存于）
- Alliance Party （页面存档备份，存于）
- Green Party Northern Ireland （页面存档备份，存于）
- People Before Profit （页面存档备份，存于）
- Traditional Unionist Voice （页面存档备份，存于）